# Cenobio (biologia)
In biologia, un cenobio è una particolare organizzazione di cellule che si trovano associate in un’unica struttura e che funzionano insieme come un organismo multicellulare, pur essendo individualmente autonome. 
Questa organizzazione è tipica di alcune alghe verdi, come quelle del genere Volvox. In un cenobio, le cellule sono tenute insieme da una matrice extracellulare e si dispongono in una struttura organizzata, con una forma e un numero di cellule spesso costante. 
Le cellule di un cenobio possono avere funzioni differenziate: alcune sono specializzate per la riproduzione, mentre altre possono essere responsabili della locomozione o dell’acquisizione di nutrienti.